# Stimmhafter uvularer Frikativ
Der stimmhafte uvulare Frikativ (ein stimmhafter, am Gaumenzäpfchen gebildeter Reibelaut) hat in verschiedenen Sprachen folgende lautliche und orthographische Realisierungen:
- Deutsch: [⁠ʁ⁠] ist die in Deutschland am weitesten verbreitete Aussprachevariante des r. In der hochdeutschen Standardlautung ist er neben dem alveolaren Vibranten und dem uvularen Vibranten eine der drei Realisierungen des /r/.
- Französisch: Gekennzeichnet durch r.
  - Beispiele: rue [ʁy], bavarder [bavaʁˈde], marre [maʁ]
- Ivrit (Neuhebräisch): Gekennzeichnet durch Resch ר.
  - Beispiel: ריש [ʁeːʃ]